# Sportfive
Sportfive (2015 bis 2020: Lagardère Sports, Eigenschreibweise: SPORTFIVE) ist ein international tätiger Sportrechtevermarkter mit Sitz in Hamburg und weiteren internationalen Unternehmensstandorten und Tochtergesellschaften. Das Unternehmen ist im Vertrieb von Werberechten im Sportbereich, der Organisation und Durchführung verschiedener Sportveranstaltungen sowie deren medienbezogene Vermarktung, einschließlich Sponsoring und Werbung tätig. Darüber hinaus bietet das Unternehmen Beratungs- und Betreuungsdienstleistungen in den Bereichen Sport und E-Sport an. Sportfive beschäftigt insgesamt rund 1200 Mitarbeiter und vermarktet verschiedene Sportarten. Seit 2020 gehört das Unternehmen zu der US-amerikanischen Private-Equity-Gesellschaft H.I.G. Capital.

## Geschichte
Das Unternehmen wurde 1987 als UFA Sports in Hamburg als Vermarktungsagentur der Bertelsmann-Gruppe gegründet. 1988 sicherte sich das Unternehmen die Übertragungsrechte der Bundesliga.
Nachdem die Europäische Kommission den Erwerb der gemeinsamen Kontrolle über die französische Sportrechteagentur Groupe Jean-Claude Darmon SA (GJCD) durch Canal+ und RTL Group genehmigt hatte, fusionierten im Jahr 2001 die Sportrechtevermarkter UFA Sports und Sport+, eine Tochter der französischen Canal+ Group sowie der Groupe Jean-Claude Darmon. Im Rahmen der Fusion entstand das Unternehmen Sportfive. Im selben Jahr übertrug Arminia Bielefeld die Marketingrechte an Sportive.
2003 erfolgte die Übernahme des Konkurrenten ISPR, der die Übertragungsrechte der Bundesliga im Ausland innehatte. Ein Jahr später übernahm das Private-Equity-Unternehmen Advent International die Sportrechteagentur. Im Zuge der Übernahme wurde ein neues Unternehmen gegründet, an dem die RTL Group mit 25 % beteiligt war.
Im Jahr 2005 wurde Sportfive von der Stadt Hamburg beauftragt, die Werbung der Stadt für die Fußball-Weltmeisterschaft 2006 in Deutschland zu leiten. 2007 startete Sportfive in Zusammenarbeit mit der deutschen Handball- und Basketball-Bundesliga den Internet-Fernsehsender Sportdigital. Zudem vermarktete die Agentur die Fernsehrechte für die Fußball-Europameisterschaft 2008.
Zu den Kunden von Sportfive gehörten 2009 mehr als 270 Sportvereine und Sportler. Die Kunden kamen aus verschiedenen Bereichen wie Handball, Basketball, Rugby und Boxen (beispielsweise Zusammenarbeit mit den Klitschko-Brüdern). Sportfive vertrieb die Sportrechte sowie die Hospitality-Tickets für die Leichtathletik-Weltmeisterschaften 2009 in Berlin und wurde vom Internationalen Olympischen Komitee zum offiziellen Medienrechtevermarkter für die Olympischen Sommerspiele 2012 und 2016 sowie für die Olympischen Winterspiele 2014 ernannt.
Im September 2015 führte der Mutterkonzern Lagardère eine Umstrukturierung der Unternehmensgruppe durch, wodurch die Sport- und Entertainmentagenturen der Lagardère Group unter der gemeinsamen Marke Lagardère Sports and Entertainment vereint wurden. Im Rahmen dieser Neuordnung wurden alle Sportmarketingagenturen innerhalb des Bereiches, darunter Sportfive, World Sport Group, IEC in Sports, Sports Marketing and Management und Lagardère Unlimited Inc. unter Lagardère Sports zusammengefasst. Alle Entertainmentgeschäfte firmierten künftig unter der Marke Lagardère Live Entertainment.
Nachdem H.I.G. Capital im April 2020 einen Anteil von 75,1 % an Lagardére Sports and Entertainment übernommen hatte, wurde Lagardère Sports and Entertainment im Mai 2020 wieder in Sportfive umbenannt. Im Juli des Folgejahres übernahm H.I.G. Capital die restlichen Anteile an Sportfive. Zudem erfolgte im Jahr 2022 die Übernahme des Sport-, Unterhaltungs- und Eventmarketingunternehmens Wolfe Solutions.
Im Jahr 2023 ernannte Sportfive den ehemaligen Geschäftsführer der World Services Group, Seamus Hamilton O’Brien, zum Geschäftsführer der Asien-Pazifik-Abteilung des Unternehmens. Im selben Jahr gründeten Sportfive und Dojo das Joint Venture Dravt, ein Unternehmen für Popkultur im Sportgeschäft.

## Geschäftsbereiche und Vermarktungen (Auswahl)
Sportfive vermarktet Sportrechte. Die Dienstleistungen in diesem Bereich reichen vom Erwerb, Vertrieb und der Vermittlung von internationalen Fernsehrechten bis zur Stadionwerbung, Trikotsponsoring, Stadionentwicklung und Hospitality-Dienstleistungen. Zudem bietet Sportfive Beratungsleistungen an und veröffentlicht regelmäßig Studien sowie Marktforschungsergebnisse. Außerdem arbeitet Sportfive mit einzelnen Sportlern zusammen.
Zu den von Sportfive vermarkteten Sportarten zählen unter anderem Fußball, American Football, Baseball, Basketball, E-Sport, Golf, Handball und Motorsport.
Das Unternehmen ist zudem in der Vermarktung von Sportereignissen, wie den Olympischen Spielen und weiteren Sportveranstaltungen, wie beispielsweise als Sponsorenvermittler der Bank of America für den Boston-Marathon, tätig. Außerdem unterhielten die Organisatoren der Australian Commonwealth Games 2022 eine Partnerschaft mit Sportfive.
Sportfive war zudem für den Verkauf des offiziellen Hospitality-Programms für die FIFA Fußball-Weltmeisterschaft 2010 in Südafrika zuständig.

## Struktur des Unternehmens
Sportfive unterhält folgende Standorte in folgenden Ländern:
- Asien: Japan, Südkorea, Singapur, China, Australien
- Europa: Deutschland, Polen, Ungarn, Spanien, Schweiz, Niederlande, Großbritannien, Frankreich
- USA: New York, Columbia, Dallas, Scottsdale, St. Simons Island, Washington, D.C.

### Tochtergesellschaften
Zu den Tochtergesellschaften von Sportfive gehören unter anderem die Unternehmen EKS, Brave und Build a Rocket. Brave ist eine Produktionsfirma und bietet Entwicklungsdienste an; beispielsweise produzierte das Unternehmen die Serie Rio Ferdinands Tipping Point. Build a Rocket ist eine E-Sport-Agentur, die Beratung und Marketingkampagnen für Unternehmen im E-Sport-Bereich anbietet.